# غوان أسود الوجه
غوان أسود الوجه (الاسم العلمي: Pipile jacutinga) هو نوع من الطيور يتبع جنس الغوان بيبيل من فصيلة القرازية.